# Adam Tomanek
Adam Tomanek (ur. 10 grudnia 1928 w Lublinie, zm. 7 kwietnia 2017) – polski dziennikarz radiowy, związany z rozgłośnią Polskiego Radia w Lublinie.

## Życiorys
Ukończył lubelskie Liceum Handlowe im. Augusta i Juliusza Vetterów a następnie prawo na Uniwersytecie Marii Curie-Skłodowskiej w Lublinie. Od 1949 roku pracował w Polskim Radiu Lublin – początkowo jako spiker, a następnie dziennikarz. Przez 39 lat kierował redakcją sportową rozgłośni, szefował także redakcji informacyjnej. Był również pierwszym lubelskim reporterem „Dziennika Telewizyjnego”. W pracy zwano go „latającym reporterem”, gdyż na motocyklu przemierzał Lubelszczyznę w poszukiwaniu tematów audycji.

Po śmierci został pochowany na cmentarzu przy ul. Lipowej w Lublinie.

### Rodzina
Adam Tomanek był siostrzeńcem Józefa Łobodowskiego – polskiego emigracyjnego poety i prozaika. Miał dwójkę dzieci: jego syn Stanisław jest pierwszym koncertmistrzem orkiestry Teatru Wielkiego w Warszawie oraz koncertmistrzem Warszawskiej Opery Kameralnej, natomiast córka Ewa jest nauczycielem biologii w lubelskich szkołach.

## Odznaczenia
- Krzyż Komandorski Orderu Odrodzenia Polski (29 listopada 2000)[2],
- Krzyż Oficerski Orderu Odrodzenia Polski,
- Odznaka Honorowa „Zasłużony dla Województwa Lubelskiego” (4-krotnie),
- Złota Odznaka „Zasłużony dla Lublina”[3].

## Nagrody
1975 – „Złoty Mikrofon”.